# СВАРЗ-ТС
СВАРЗ-ТС — первый советский шарнирно-сочленённый четырёхосный троллейбус с автоматической групповой системой управления.
Выпускался в 1959—1968 годах в количестве 135 штук на Сокольническом вагоноремонтно-строительном заводе.
В 1956 году в Западной Германии (ФРГ) у компании Karl Kässbohrer Fahrzeugwerke GmbH была куплена лицензия на производство шарнирно-сочленённых четырёхосных троллейбусов. Сборку и производство нового троллейбуса поручили Сокольническому вагоноремонтному заводу. Первая машина вышла на улицы Москвы 1 мая 1959 года.
Всего производилось два типа троллейбусов СВАРЗ-ТС — СВАРЗ-ТС1 и СВАРЗ-ТС2; первые (45 машин) выпускались в 1959—1963, вторые (90 машин) — в 1964—1968. Также по одному экземпляру было построено в Ленинграде и в Тбилиси.
Троллейбус в значительной мере был унифицирован с одиночными троллейбусами МТБЭС. Отличался особо большими размерами и значительной вместительностью. Однажды, когда, направляясь в парк, ТС высадил пассажиров на остановке «Гидропроект», подсчитали, что в нём ехало 402 человека. За свою значительную вместимость получил прозвища «Пылесос», «Колбаса» и «Крокодил». СВАРЗ-ТС работали на московских маршрутах Б, 12, 20, 21, 28, 31, 33, 57, 61 и 62.
Эти машины были очень медлительными при полной нагрузке, что нередко приводило к пробкам. В 1970 году семь троллейбусов марки СВАРЗ-ТС были переданы в Тбилиси, а к 1975 году все машины были сняты с эксплуатации. Бо́льшая их часть была передана в Подмосковье на бытовки. В настоящее время уцелело лишь несколько троллейбусов в районе Солнечногорска, и все они находятся в полусгнившем состоянии. Планируется воссоздание троллейбуса-реплики с использованием сохранившихся деталей настоящих машин для музея городского транспорта Москвы.